# Rödnackad vråk
Rödnackad vråk< (Buteo auguralis) är en fågel i familjen hökar inom ordningen hökfåglar.

## Utseende och läte
Rödnackad vråk har typiskt brun rygg, mörkt bröst, svartfläckad vit buk och rostfärgad stjärt. Den uppvisar också varierande mängd rostrött i nacken och på bröstet. Mörkbruna ungfåglar saknar rött i stjärten. I flykten syns vit vingundersida med tjock svart kant. Arten liknar ormvråken, men skiljs på kontrasterande undersida med mörkt bröst och vit buk. Lätet är ett utdraget skri.

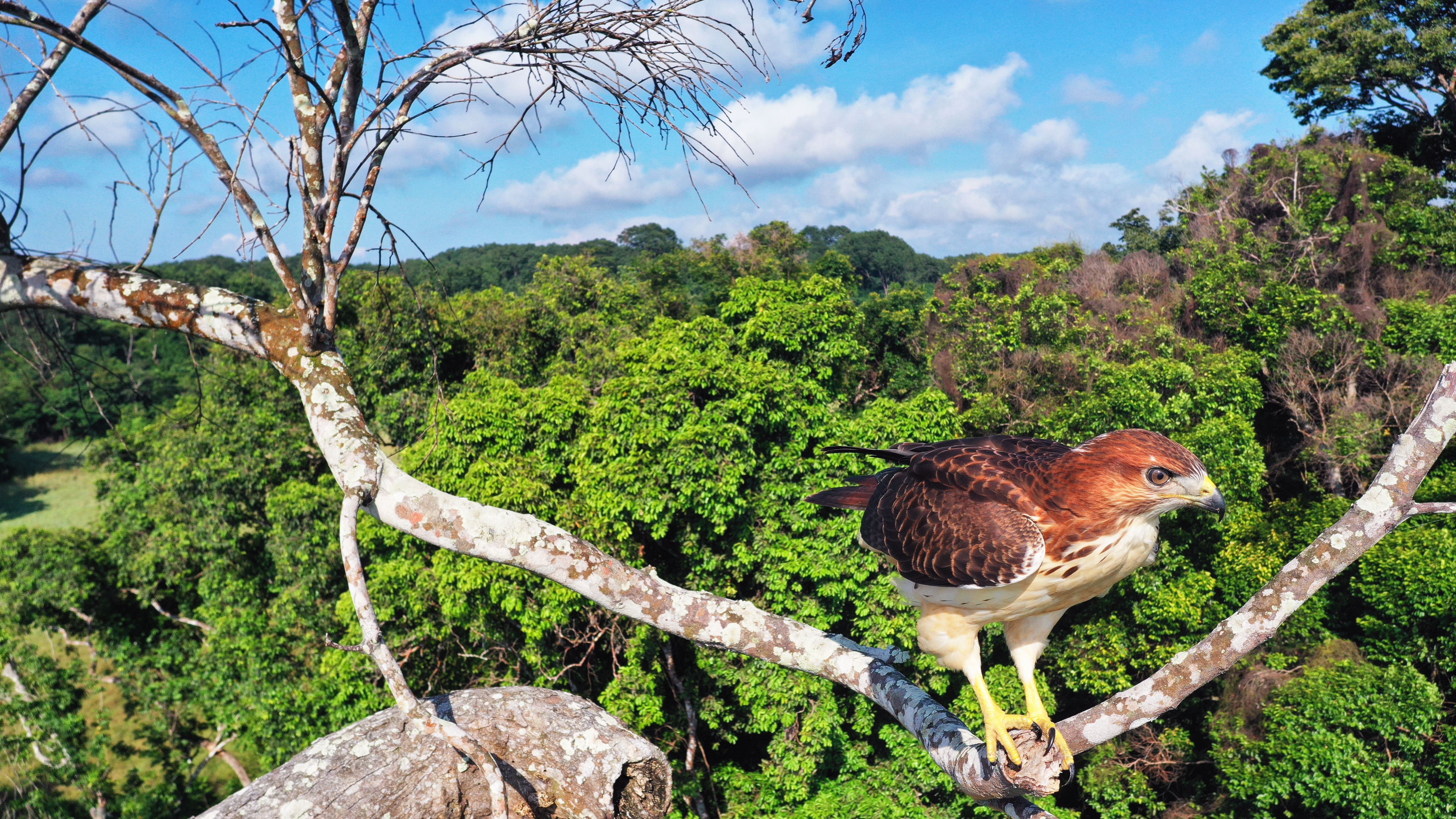

## Utbredning och systematik
Fågeln förekommer i Afrika från Sierra Leone till Etiopien, Uganda och Angola. Den behandlas som monotypisk, det vill säga att den inte delas in i några underarter.

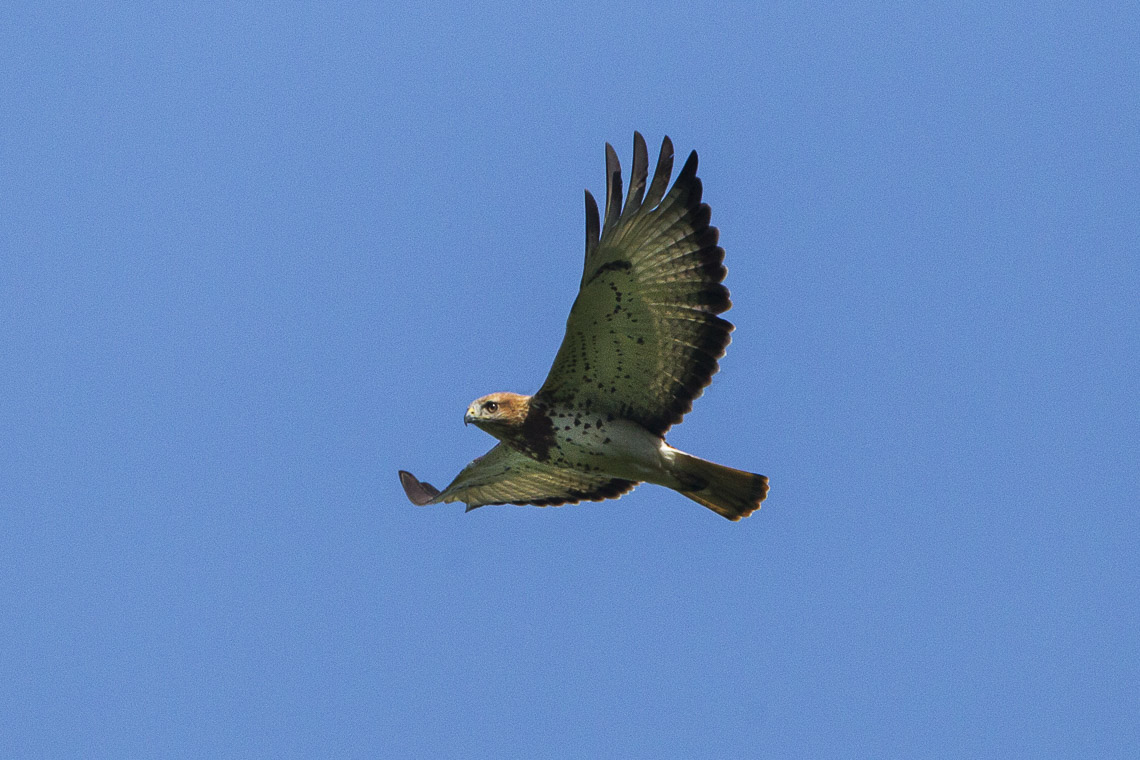

## Levnadssätt
Arten hittas i savann, öppen skog och gläntor.

## Status
Arten har ett stort utbredningsområde och beståndet anses stabilt. Internationella naturvårdsunionen IUCN listar den därför som livskraftig (LC).